# مقاطعة فولغوغراد
فولغوغراد أوبلاست هي إحدى الكيانات الفدرالية في روسيا. وتحوي المدن والقرى التالية: دوبوفكا،
فرولوفو،
كالاتش-نا-دونو،
كاميشين،
كوتلنيكوفو،
كوتوفو،
كراسنولوبدسك، فولغوغراد أوبلاست،
لنينسك، فولغوغراد أوبلاست،
ميخايلوفكا، فولغوغراد أوبلاست،
نيكولايفسك،
نوفوانينسكي،
بالاسوفكا،
بيتروف فال،
سرافيموفتش،
سوروفيكينو،
أوريوبينسك،
فولغوغراد،
فولجسكي،
جيرنوفسك،

## أعلام
- أناتولي بوبوف